# Сен-Френь
Сен-Френь (фр. Saint-Fraigne) — коммуна во Франции, находится в регионе Пуату — Шаранта. Департамент — Шаранта. Входит в состав кантона Эгр. Округ коммуны — Конфолан.
Код INSEE коммуны — 16317.
Коммуна расположена приблизительно в 370 км к юго-западу от Парижа, в 75 км южнее Пуатье, в 37 км к северу от Ангулема.

## Население
| Год  | Численность | Численность |
| ---- | ----------- | ----------- |
| 1968 | 562         | [ 7 ]       |
| 1975 | 500         | [ 7 ]       |
| 1982 | 484         | [ 7 ]       |
| 1990 | 472         | [ 7 ]       |
| 1999 | 426         | [ 7 ]       |
| 2006 | 457         | [ 7 ]       |
| 2011 | 451         | [ 7 ]       |
| 2013 | 458         |             |
| 2015 | 451         | [ 8 ]       |
| 2016 | 452         | [ 9 ]       |
| 2017 | 442         | [ 10 ]      |
| 2018 | 444         | [ 11 ]      |
| 2019 | 439         | [ 12 ]      |
| 2020 | 436         | [ 13 ]      |
| 2021 | 432         | [ 14 ]      |
| 2022 | 429         | [ 4 ]       |

## Экономика
В 2007 году среди 242 человек в трудоспособном возрасте (15—64 лет) 171 были экономически активными, 71 — неактивными (показатель активности — 70,7 %, в 1999 году было 60,5 %). Из 171 активных работали 148 человек (86 мужчин и 62 женщины), безработных было 23 (7 мужчин и 16 женщин). Среди 71 неактивных 18 человек были учениками или студентами, 31 — пенсионерами, 22 были неактивными по другим причинам.

## Достопримечательности
- Приходская церковь Сен-Френь (1868 год), бывший монастырь. Ризница является остатками церкви XII века. Исторический памятник с 1997 года[16]
  - Бронзовый колокол (XVIII век). Диаметр — 72 см. Исторический памятник с 2004 года[17]

## Фотогалерея

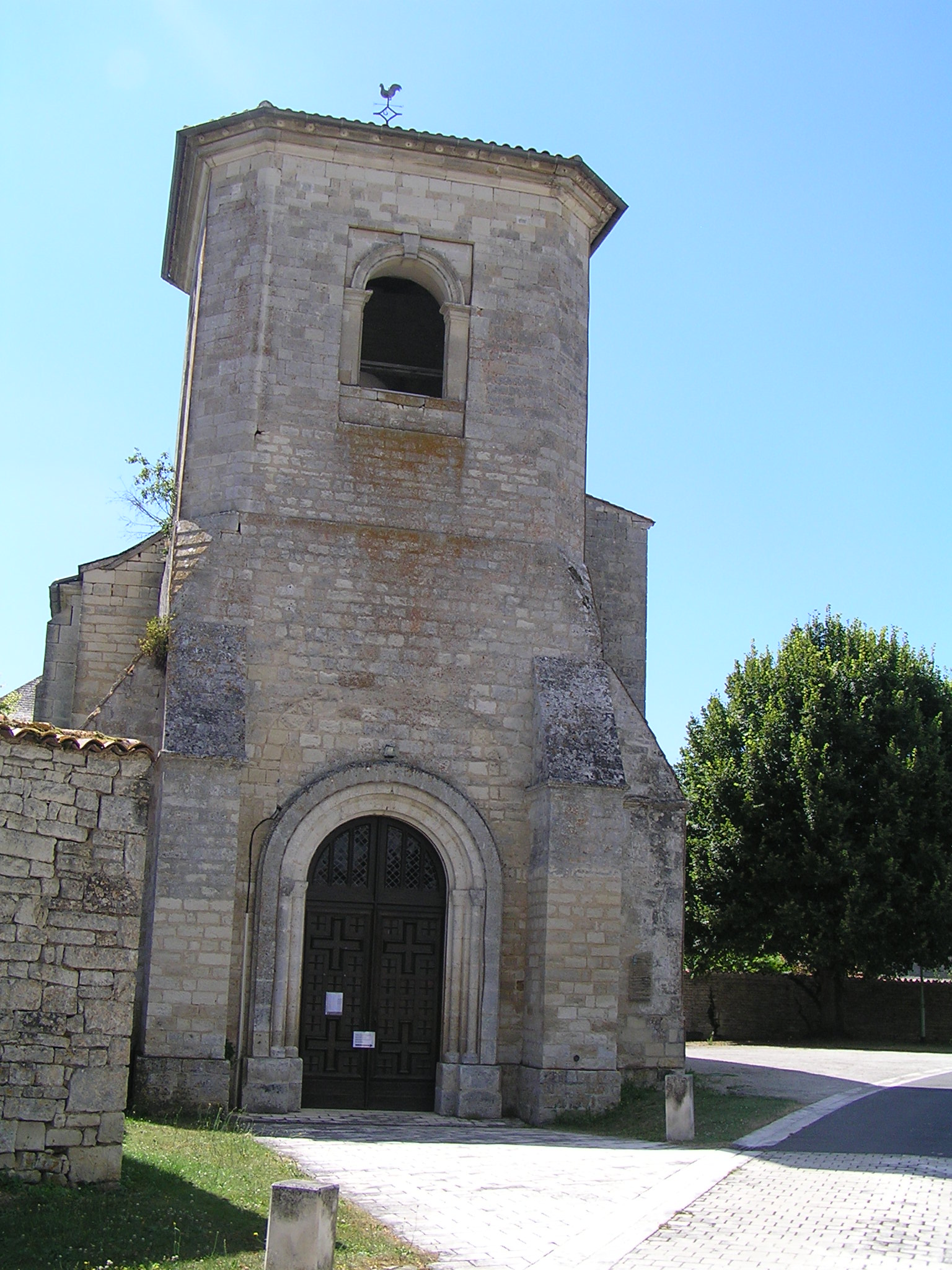
Церковь Сен-Френь
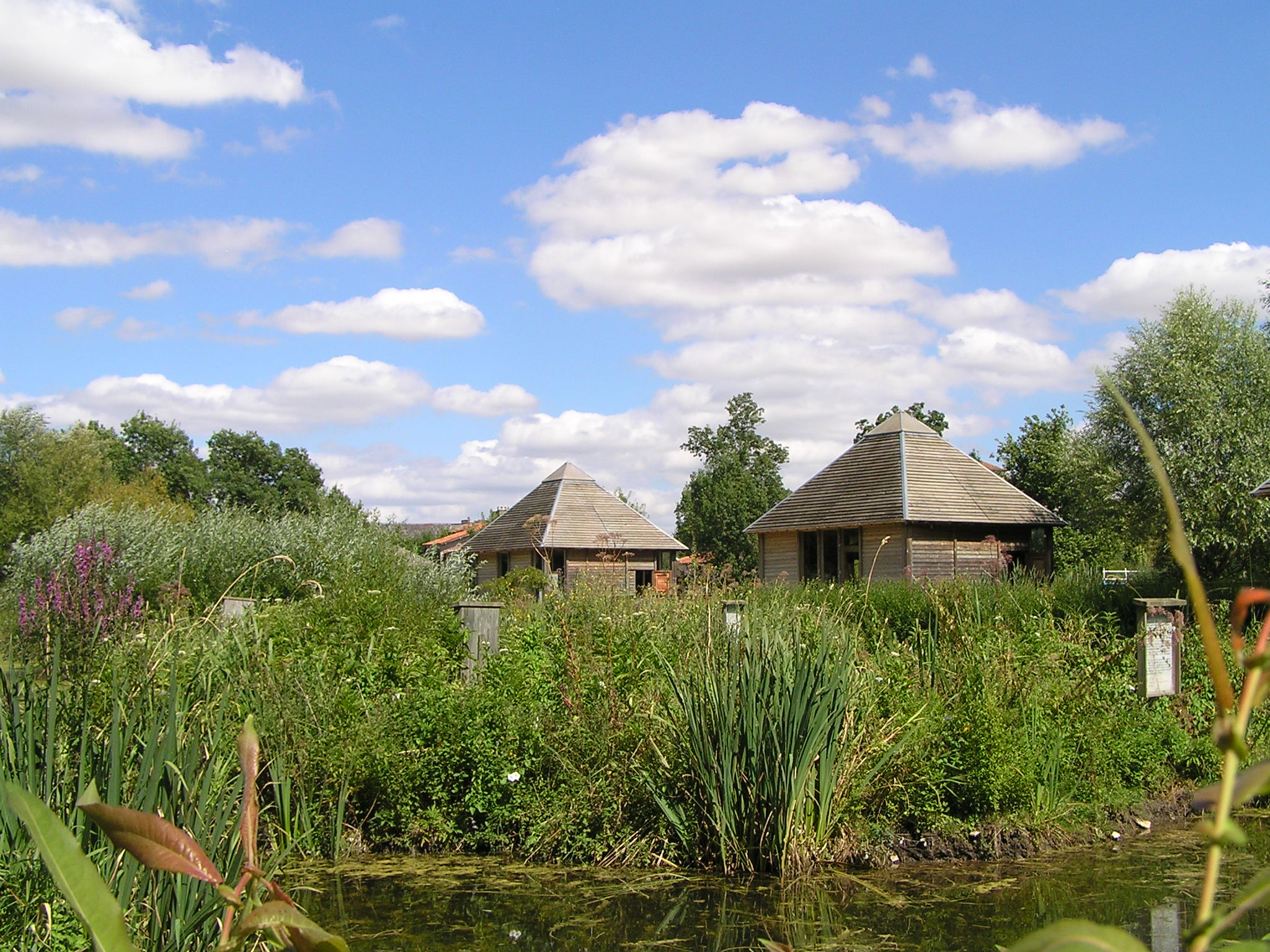
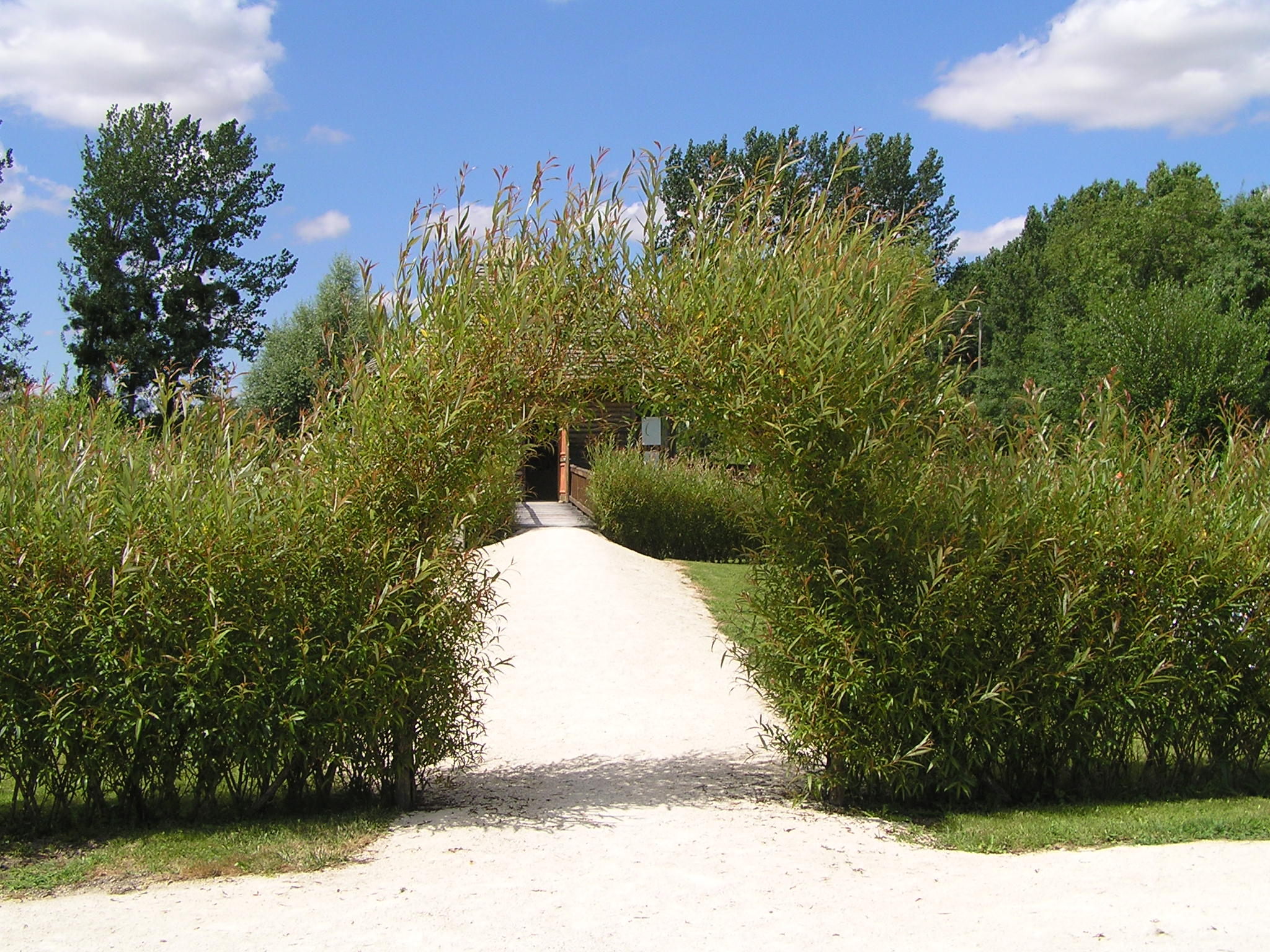